# Apodose (liturgie)
Pour les autres sens, voir Apodose.
L'apodose, ou apodosis (du grec ancien : απόδοσις), « action de rendre », « restitution », désigne dans les Églises d'Orient – Églises orthodoxes et Églises catholiques de rite byzantin – le dernier jour de l'octave, c'est-à-dire des jours qui suivent une fête majeure et au cours desquels certaines célébrations particulières marquent la solennité de la fête.